# 西ノ内紙
西ノ内紙（にしのうちし）は茨城県常陸大宮市の旧・山方町域で生産される和紙である。コウゾのみを原料として漉かれ、ミツマタやガンピなどが用いられないことに特徴がある。江戸時代には水戸藩第一の特産物となり、各方面で幅広く使われた。強靱で保存性に優れたその性質から、江戸では商人の大福帳として用いられた。
1754年（宝暦4年）に刊行された『日本山海名物図絵』では「凡日本より紙おおく出る中に越前奉書、美濃のなおし、関東の西ノ内、程村、長門の岩国半紙もっとも上品也」と称された。

## 歴史

### 古代
茨城県北部から栃木県にかけての山間部には久慈川・那珂川とそれら支流が流れており、こうした川近くの村で古くから紙漉きが行われてきた。758年（天平宝字2年）に地方産紙を用いて「『千巻経』並びに『金剛般若経』」を書写させたという記録があり、この中に用紙の産地として常陸国が挙げられている。天平宝字4年に刊行された『奉写一切経料紙墨納帳』には、紙の産地として中央図書寮・山城国紙戸の他に、下野国を含む18国が記されている。『延喜式』内記の部には下野国産の紙が位記料紙として貢上されている。『延喜式』巻二十二民部上には44国が製紙業地として挙げられ、常陸国・下野国が含まれている。正倉院文書である『経紙出納帳』の中に「常麻紙」という産紙名が挙げられているが、これは常陸国産の麻紙であるとされる。
茨城県と栃木県の境にある鷲子山の山頂には807年（大同2年）に創建されたといわれる鷲子山上神社がある。鷲子山上神社の主祭神である天日鷲命はこの地方に和紙づくりの技術を伝えたといういわれがある。

### 中世
平安時代後期から関ヶ原の戦いまでの400年にわたって常陸国北部は佐竹氏が支配していた。佐竹氏は常陸国北部の山岳地帯に数多くの紙漉き場を持ち、佐竹大方紙（さたけたいほうし）・佐竹杉原紙（さたけすいばらし）を生産していた。『諸国紙日記』福島物の中には「大方紙 佐竹物と云う」とあり、佐竹大方紙は後には福島地方にまで広まったと考えられている。1595年（文禄4年）11月に佐竹義憲が記した『小物成目録』には5村よりコウゾ・紙を出すと記されており、当時は小物成として紙を徴税の対象としていたことが窺える。この当時の和紙作りでは、山に自生するコウゾが原料として使用されていた。

### 近世
江戸の商家では西ノ内紙で大福帳が作られるのが一般的だった。江戸では火災が多く、火災の際には紐をつけた大福帳を井戸に投げ入れて後で回収する。西ノ内紙で作られた大福帳は水に濡れても一枚一枚がよくはがれ、墨書きの文字もにじむことがなかった。乾かせば元通りになり、商売上の記録の消失を防ぐことができた。水戸藩が作成した『大日本史』にも西ノ内紙が使われている。その他、各藩の御用紙や、一般用途では障子・傘・提灯・罪人引廻し紙のぼり・三行半の去状に使用された。特に、三行半の去状では、西ノ内紙に書くのが武家の定法とされた。

#### 細貝家の台頭
江戸時代初期には、現在の茨城県常陸大宮市西野内に存在した旧家・細貝家が紙荷買問屋として栄えた。正徳年間に細貝家の祖先となる清蔵は、西野内を中心に那珂郡・久慈郡の各地から紙を買い集め、水戸藩や江戸に出荷し、細貝家から出荷された紙は水戸藩の御用紙や江戸商人の帳面紙として好評を博した。細貝家の取り扱った紙は元禄時代には太田紙と称されていたが、後に西ノ内紙として世間に知れ渡るようになった。
細貝家は江戸前期から中期にかけての64年間紙問屋を営み、そのうち52年間は大繁盛だったとされる。六代目惣左衛門常成の時代には田畑86石余を所有し、江戸表紙商人荷買問屋・酒造業・煙草商・質貸を手広く営んでいた。七代目八郎衛門重長・八代目八郎衛門富久の時代にも引き続く繁盛していたが、九代目八郎衛門偽善の時代、1746年（延享3年）に火災に遭って以降は衰退し、1751年（宝暦元年）には紙荷問屋の株を他者に譲り渡した。

#### 水戸藩と和紙生産
水戸藩二代目藩主・徳川光圀の時代には、水戸藩領内における紙の産出はまだ少なく貴重なものであった。光圀は紙の生産量を増やすため、領内にコウゾ・ミツマタを植えさせた。この時代には和紙の原料となるコウゾは十分ではなく、様々な材料で紙を漉いていた。原料により紙を分類すると30種にも及び、麦藁紙・真菰紙・内貫壇紙・三叉紙などが存在した。
1682年（天和2年）に光圀は領内を巡視し、農村の困窮する様を見て翌年には紙漉き人に課する税金である紙舟役を免除した。また、女中達が紙を乱用する様をみた際は、戒めるために女中達を紙漉き場に遣わせて見学させた。
光圀の藩主時代である1688年（元禄元年）9月に、紙漉き農家の保護と紙販売による利益を目的とした紙専売仕法が成立した。これにより水戸藩領内で生産された紙はすべて水戸藩が強制的に買い上げ、紙市を立てて諸国の商人に払い下げるという制度になった。紙の強制買い上げが実施されたのは、紙専売仕法の発令から二ヶ月後の1688年（元禄元年）11月である。水戸藩による紙の購買独占は徹底しており、紙漉き人が密売した場合は紙漉き人だけではなくその村の役人まで過料となり、水戸藩領内外の商人が紙漉き人から直接買い上げた場合は取り引きした紙や代金がすべて水戸藩に没収された。
紙専売仕法が実施されてから十数年が経つと水戸藩の財政は悪化し、紙の強制買い上げに充てている資金を他に利用すべきとの意見が水戸藩内で出た。また、水戸藩のような御大家が紙専売仕法を通じて自ら商行為を行うのは外聞が悪いとの意見もあった。そこで、1707年（宝永4年）には水戸藩の紙専売仕法は中止された。また、宝永期には紙漉き人に課する税金である紙舟役が復活した。紙専売仕法の中止後は、江戸・京都に問屋を指定し、水戸藩領内の紙を集荷して送るという制度が取られた。領内においても、紙を集荷・発送する問屋が6軒指定された。これらの問屋は特権問屋として水戸藩と結び付き繁栄した。紙専売仕法の中止後も紙漉き農家に対し自由売買が許されることはなかった。
水戸藩五代目藩主の徳川宗翰は、現在の茨城県常陸大宮市美和に住んでいた紙漉き農家に対し籾若干を与え称した。六代目藩主の徳川治保は、現在の茨城県常陸大宮市水府に住んでいた紙漉き人に対し稗400俵を与えて紙漉きの再興を図った。このように水戸藩の歴代藩主は和紙生産を奨励したため、水戸藩領内での和紙生産量は次第に増加していった。宝永期に行われた調査では、紙漉きを行う村の数は77にも上り、紙漉き農家は1,663戸を数えた。
茨城県北部での紙生産が増えると、水戸藩は在郷にも5軒の問屋を指定した。江戸の問屋はこれら地方問屋を定宿として取り引きを行った。これにより、紙専売仕法の実施以来禁止されていた江戸問屋と生産者との直接取引が復活した。
1742年（寛保2年）には紙専売仕法の復活が計画されたが、紙漉き人の反対により成立しなかった。この頃水戸藩は財政の危機に陥り、1767年（明和4年）に在郷紙問屋に対し金1,000両を年賦で納めるように命じ、領内の紙漉き人からは荷口銭を取り立てた。1790年（寛政2年）の調べによると、水戸藩外売出の農産物総額99,000両余のうち、紙だけで27,281両を占めていた。紙は水戸藩第一の農産物であり、紙生産は財源として最も重要なものであったことが窺える。

#### 小増言人の誕生
紙の取り引きが盛んになると、従来の特権的在郷問屋の他に、小増言人（こせりにん）と称される新しい商人層が誕生した。小増言人は、紙生産に従事しながら商人化した富裕な生産者、または、問屋と生産者の間を持っていた仲買人が独立したものと考えられている。従来の在郷問屋は、江戸問屋から借りた金で紙の買い付けを行い、雑用料金として金が支払われるという制度であった。小増言人の場合は江戸問屋から借りた金で紙漉き人に前貸しを行い、生産者を従属させるという制度であった。
従来の問屋は、小増言人を紙の流通過程から締め出す紙専売制を実施することにより小増言人に対抗しようとしたが、これに失敗する。小増言人は従来の問屋と対抗しながら徐々に成長していった。小増言人の中には、水戸藩に多額の献金を行った結果、1795年（寛政7年）に問屋仲間への新規加入が認められた者も誕生した。1795年（寛政7年）には、小増言人の新規加入と共に旧問屋の淘汰が行われ、新しく規約が定められた。15条から成る「紙問屋定書」にて生産者・紙問屋・商人らの関係、商品市場における仲間の行為を規定した。これにより小増言人が行っていた前貸制度は禁止された。

#### 西ノ内紙の衰退
紙問屋定書の前貸禁止は次第に守られなくなっていく。紙漉き人に前貸しを行い低価格で紙を回収する問屋に対抗し前借りをせずに自立しようとする者もいたが、その場合は紙取引市場から排除された。幕末になると紙漉き人の手取りは少なくなっていき、製品代よりも原料代が上回ることもあった。これにより紙漉き農家の生産意欲は減退し、紙の質は劣化し、西ノ内紙の生産は衰退していった。
水戸藩は、1847年（弘化4年）に商人に代わって紙を扱う企画をしたが地方買方商人の協力を得られずに失敗し、1856年（安政3年）には問屋4人に命じて紙の買い付けに当たらせた。問屋は役人として特権を与えられ低価格で紙の買い付けを行ったが、この制度も1861年（文久元年）に廃止された。
1864年（元治元年）に天狗党の乱が起き、水戸藩領内の有力紙問屋（竹内家・小室家・薄井家）が被害を受けた。後に西ノ内紙を一手に取り扱っていた薄井家が没落し、和紙の商権は烏山へ移っていった。

### 近代
幕末から西ノ内紙は品質が悪くなり、天狗党の乱により問屋機能も停止し、茨城県における和紙生産は不振となった。明治になると西洋紙が導入され、和紙の需要は年々減少していった。1898年（明治31年）には茨城県内の紙漉き農家は884戸にまで減少する。茨城県北部で生産されたコウゾは地元で消費されずに他県の和紙生産地に送られるようになった。
1881年（明治14年）3月7日、那珂郡・久慈郡の勧業役が西ノ内紙の再興を願う上申書を茨城県勧業科へ提出した。上申書では、粗製濫造のため品質が落ちた茨城県産の和紙を憂い、コウゾを奨励してよい紙を漉き、那珂郡・久慈郡・多賀郡の和紙生産を再興するよう通達を出して欲しいと述べられた。
久慈郡大子町の小室精作は、茨城県北部産のコウゾを用いた和紙製法の改良・復興を図り、1895年（明治28年）から1898年（明治31年）まで岐阜製紙改良会にて技法を研究した。帰郷するとすぐに那珂郡美和村の大滝善次郎と共に東雲堂製紙場を建てて製紙技術の伝習にあたった。1901年（明治34年）には茨城県庁に模範生徒育成を委託され、東雲堂製紙場内に茨城県製紙伝習所が設けられた。茨城県製紙伝習所には県費により教師一名が置かれた。
茨城県製紙伝習所で学んだ者の中に、那珂郡山方町諸沢の菊池五介がいた。菊池はさらに岐阜製紙改良伝習所でも学び、帰郷後には諸沢に工場を建てて製紙業に従事しながら、付近の紙漉き農家に新技術を伝えていった。これにより美濃紙の技術が導入され、和紙生産の効率は上昇した。
1890年（明治23年）7月1日には日本国初の衆議院議員選挙が行われ、西ノ内紙と程村紙は選挙用紙として指定された。明治34年には西ノ内紙が内務省令第29号により選挙人名簿・投票用紙として指定された。これにより、各県では西ノ内紙と程村紙が常に用意され、選挙の度に使用された。選挙がある年には紙漉き村が活況となったといわれる。西ノ内紙・程村紙は大正末期まで選挙用紙として使用された。大正15年に普通選挙法が施行され、その際に大正15年2月3日付の内務省令第4号によって西ノ内紙は選挙用紙の指定を解かれた。
廉価でペン書きに適した西洋紙の普及に伴い手工業である和紙生産は衰退していった。1917年（大正6年）には紙漉き農家は那珂郡220戸、久慈郡122戸、その他3戸で茨城県内では合計345戸、従事者は男女合計で1,167人であった。1925年（大正14年）には紙漉き戸数が214戸まで減少した。1939年（昭和14年）には紙漉き農家は26戸まで減少した。
1941年（昭和16年）12月に第二次世界大戦が勃発すると、軍事用としての和紙の需要が高まった。和紙の原料となるコウゾ・ミツマタの植え付けが奨励され、和紙作りも盛んになった。県内製造のコウゾでは原料が不足し、小学校の生徒達に山楮の採取をさせる程であった。1945年（昭和20年）前後には菊池製紙会社・茨城製紙会社・常陽製紙会社・久慈製紙会社が設立され、風船爆弾用の紙を製造した。

### 現代
第二次世界大戦が終わると西洋紙が再び普及し、1945年（昭和20年）前後に出来た和紙工場はほとんどが閉鎖され、紙漉き農家の多くも廃業した。1955年（昭和30年）には紙漉き戸数は計51戸になり、1965年（昭和40年）には山方町西野内・諸沢に菊池五介の製紙所ほか専業2戸、副業3戸、水府村中染に副業10戸、美和村鷲子に副業2戸となった。
1971年（昭和46年）12月2日には、茨城県教育委員会により西ノ内紙は茨城県の無形文化財に指定された。1977年（昭和52年）6月1日には、文化庁長官により西ノ内紙が記録作成等の措置を講ずべき無形文化財に選択された。
1976年（昭和51年）5月には国道118号沿いに紙のさと和紙資料館が開館した。